# 第9施設大隊
第9施設大隊（だいきゅうしせつだいたい、JGSDF 9th Engineer Battalion(Combat)）は、陸上自衛隊八戸駐屯地（青森県八戸市）に駐屯する第9師団隷下の施設科部隊である。

## 概要
大隊長は2等陸佐が充てられ、大隊本部、本部管理中隊および3個施設中隊で編成され、第9師団隷下部隊に対する施設作業を担任する。
第9施設大隊長は、第9師団司令部の施設課長を兼任する。

## 沿革
- 1957年（昭和32年）
  - 2月20日：第9施設大隊（第1施設中隊および第2施設中隊で編成）が福島駐屯地で編成完結 。
  - 2月21日：第9混成団に隷属。
  - 3月5日：第9施設大隊が福島駐屯地から八戸駐屯地に移駐。
- 1962年（昭和37年）8月15日：第9混成団の第9師団への改編により、第3施設中隊が編成完結。
- 1978年（昭和53年）12月：施設後期新隊員教育隊を「まべち隊」と命名。
- 1999年（平成11年）3月：第38普通科連隊の改編に伴い、隊員35名が施設大隊に配置。
- 2010年（平成22年）
  - 3月25日：

  1. 本部管理中隊器材小隊を廃止。
  2. 本部管理中隊整備小隊を廃止。

  - 3月26日：

  1. 器材小隊を交通小隊に改編。
  2. 後方支援体制変換に伴い、整備部門を第9後方支援連隊第1整備大隊施設整備隊へ移管。
- 2014年（平成26年）3月26日：交通小隊を改編（師団改編に伴う改編）。

## 部隊編成
- 第9施設大隊本部
- 本部管理中隊「9施-本」
  - 中隊本部
  - 大隊本部班
  - 偵察班
  - 通信小隊
  - 補給小隊
  - 交通小隊
  - 渡河器材小隊
  - 衛生小隊
- 第1施設中隊「9施-1」
- 第2施設中隊「9施-2」
- 第3施設中隊「9施-3」

## 整備支援部隊
- 第9施設大隊本部管理中隊整備小隊「9施-本」（八戸駐屯地）：1957年（昭和32年）2月20日から2010年（平成22年）3月25日の間。
- 第9後方支援連隊第1整備大隊施設整備隊「9後支-1整-施」（八戸駐屯地）：2010年（平成22年）3月26日から

## 主要装備
- 70式地雷原爆破装置
- 89式地雷原探知機セット
- 75式ドーザ
- 中型ドーザ
- 大型ドーザ
- グレーダ
- 掩体掘削機
- 資材運搬車
- バケットローダ
- トラッククレーン
- 軽徒橋
- パネル橋

- 1/2tトラック / 73式小型トラック
- 1 1/2tトラック / 73式中型トラック
- 3 1/2tトラック / 73式大型トラック

- 7tトラック / 74式特大型トラック
- 9mm拳銃
- 89式5.56mm小銃
- 62式7.62mm機関銃
- 12.7mm重機関銃M2
- 84mm無反動砲
- 110mm個人携帯対戦車弾